# Шантрен (Меза)
Шантрен (фр. Chanteraine) насеље је и општина у североисточној Француској у региону Лорена, у департману Меза која припада префектури Бар ле Дик.
По подацима из 2011. године у општини је живело 204 становника, а густина насељености је износила 9,11 становника/km². Општина се простире на површини од 22,4 km². Налази се на средњој надморској висини од 300 метара (максималној 391 m, а минималној 238 m).

## Демографија
| 1962. | 1968. | 1975. | 1982. | 1990. | 1999. | 2011. |
| ----- | ----- | ----- | ----- | ----- | ----- | ----- |
| 296   | 216   | 200   | 205   | 251   | 236   | 204   |

График промене броја становника у току последњих година